# GACKTのディスコグラフィ
GACKTのディスコグラフィ（がくとのディスコグラフィ）は、GACKTの作品に関する一覧記事である。
CDシングル48枚とアルバム19枚をリリースし、男性ソロアーティストの『オリコンシングルランキングTOP10獲得作品数』において日本で首位の記録を持つ（44作品、2019年6月時点）。

## アルバム

### ミニアルバム
|  | リリース      | タイトル  | 規格 | 販売生産番号 |
|  | 1999年5月12日 | Mizérable | CD   | CRCP-20220   |

### オリジナルアルバム
|   | リリース                                    | タイトル    | 規格                    | 販売生産番号                                                                              |
| 1 | 2000年4月26日 2005年9月23日 2006年10月25日  | MARS        | CD                      | CRCP-20239（初回限定盤） CRCP-20246（通常盤） CRCP-40130（再生産盤） CRGP-40001（SACD盤） |
| 2 | 2001年4月25日 2001年6月27日 2006年11月1日   | Rebirth     | CD                      | CRCP-40001（通常盤） CRCP-40005（特殊パッケージ仕様） CRGP-40002（SACD盤）                |
| 3 | 2002年6月19日 2006年11月8日                 | MOON        | CD                      | CRCP-40009（通常盤） CRGP-40003（SACD盤）                                                 |
| 4 | 2003年12月3日 2006年11月15日                | Crescent    | CD                      | CRCP-40046（通常盤） CRGP-40004（SACD盤）                                                 |
| 5 | 2005年2月14日 2005年6月18日                 | Love Letter | CD                      | CRCP-40090（日本盤） JEKCD-5007（韓国盤）                                                 |
| 6 | 2005年9月21日 2006年11月22日 2007年10月26日 | DIABOLOS    | CD                      | CRCP-40120（通常盤） CRGP-40005（SACD盤） 不明（海外盤）                                  |
| 7 | 2009年12月2日                               | RE:BORN     | 2 CD+DVD+BOOK 2 CD+BOOK | DSCD-00019（Dears限定盤） DSCD-00020（通常盤）                                            |
| 8 | 2016年4月27日                               | LAST MOON   | CD+DVD+BOOK CD+DVD CD   | GLCD-00014（GACKT STORE限定盤） GLCD-00015（初回限定盤） GLCD-00016（通常盤）             |

### ベスト・企画アルバム
|                             | リリース       | タイトル                                                  | 規格                 | 販売生産番号                                                           |
| リミックスEP                | 1999年11月3日  | Remix Of Gackt                                            | CD                   | CRCP-30、CRJP-1                                                        |
| ベストアルバム              | 2004年2月25日  | THE SIXTH DAY 〜SINGLE COLLECTION〜                       | CD                   | CRCP-40055                                                             |
| ベストアルバム              | 2004年5月26日  | THE SEVENTH NIGHT 〜UNPLUGGED〜                           | CD                   | CRCP-40067                                                             |
| ボックス・セット            | 2006年12月13日 | 12月のLove songs 〜COMPLETE BOX〜                         | CD                   | CRCP-40166                                                             |
| 企画アルバム                | 2007年12月19日 | 0079-0088                                                 | CD                   | CRCP-40193（生産限定盤） CRCP-40194（生産限定盤） CRCP-40195（通常盤） |
| ライブアルバム コレクション | 2008年10月29日 | nine*nine                                                 | CD12枚組+DVD         | CRCP-50066/78                                                          |
| サウンドトラック            | 2009年3月9日   | 「SLO-PACHINKO GLADIATOR EVOLUTION」 Original Soundtrack  | CD                   | DSCD-00005                                                             |
| 企画アルバム                | 2010年6月23日  | ARE YOU "FRIED CHICKENz"??                                | CD                   | CRCP-40276                                                             |
| ベストアルバム              | 2010年7月21日  | THE ELEVENTH DAY 〜SINGLE COLLECTION〜                    | CD                   | CRCP-40277                                                             |
| ベストアルバム              | 2013年7月3日   | BEST OF THE BEST vol.1 -MILD-                             | CD+Blu-ray CD+DVD CD | YICQ-10293（CD+Blu-ray盤） YICQ-10294（CD+DVD盤） YICQ-10295（CD盤）   |
| ベストアルバム              | 2013年7月3日   | BEST OF THE BEST vol.1 -WILD-                             | CD+Blu-ray CD+DVD CD | YICQ-10296（CD+Blu-ray盤） YICQ-10297（CD+DVD盤） YICQ-10298（CD盤）   |
| リミックスアルバム          | 2015年7月1日   | GACKTracks -ULTRA DJ ReMIX-                               | CD+DVD CD            | GLCD-00012（CD+DVD盤） GLCD-00013（CD盤）                              |
| 企画アルバム                | 2016年4月27日  | GACKT WORLD TOUR 2016 LAST VISUALIVE 最期ノ月 -LAST MOON- | 2 CD                 | GLCD-00017                                                             |
| ライブアルバム              | 2025年7月4日   | GACKT PHILHARMONIC 2025 - 魔王シンフォニー                | CD                   | UCCS-9066（初回限定盤） UCCS-1401（通常盤）                            |

## シングル
|    | リリース                     | タイトル                                          | 規格                                      | 販売生産番号                                                                   | 初収録アルバム                                           |
| 1  | 1999年6月30日 1999年7月9日   | Mizérable                                         | 8cmCD 12cmCD                              | CRCP-218（Single Box） CRDP-221（通常盤）                                      | Mizérable                                                |
| 2  | 1999年8月11日 2002年3月20日  | Vanilla                                           | 8cmCD 12cmCD                              | CRDP-220 CRCP-10026                                                            | MARS                                                     |
| 3  | 2000年2月9日                 | Mirror                                            | 12cmCD                                    | CRCP-35                                                                        | MARS                                                     |
| 4  | 2000年2月16日                | OASIS                                             | 12cmCD                                    | CRCP-40                                                                        | MARS                                                     |
| 5  | 2000年3月8日                 | 鶺鴒 〜seki-ray〜                                 | 12cmCD                                    | CRCP-45                                                                        | Rebirth                                                  |
| 6  | 2000年8月30日                | 再会 〜Story〜                                    | 12cmCD                                    | CRCR-10001                                                                     | THE SIXTH DAY 〜SINGLE COLLECTION〜                      |
| 7  | 2000年11月16日               | Secret Garden                                     | 12cmCD                                    | CRCP-10001                                                                     | Rebirth                                                  |
| 8  | 2001年3月14日                | 君のためにできること                              | 12cmCD                                    | CRCP-10015                                                                     | Rebirth                                                  |
| 9  | 2001年9月5日                 | ANOTHER WORLD                                     | 12cmCD                                    | CRCP-10020                                                                     | MOON                                                     |
| 10 | 2001年12月16日               | 12月のLove song                                   | 12cmCD                                    | CRCP-10024                                                                     | 12月のLove songs 〜COMPLETE BOX〜                        |
| 11 | 2002年4月24日                | 忘れないから                                      | 12cmCD                                    | CRCP-10025                                                                     | MOON                                                     |
| 12 | 2002年11月27日               | 12月のLove song / December Love                   | 12cmCD                                    | CRCP-10032                                                                     | 12月のLove songs 〜COMPLETE BOX〜                        |
| 13 | 2003年3月19日                | 君が追いかけた夢                                  | 12cmCD                                    | CRCP-10037                                                                     | Crescent                                                 |
| 14 | 2003年6月11日                | 月の詩                                            | 12cmCD                                    | CRCP-10042                                                                     | Crescent                                                 |
| 15 | 2003年6月25日                | Lu:na/OASIS                                       | 12cmCD                                    | CRCP-10044                                                                     | MOON / MARS                                              |
| 16 | 2003年11月12日               | Last Song                                         | 12cmCD                                    | CRCP-10052                                                                     | Crescent                                                 |
| 17 | 2003年12月3日                | 12月のLove song / 十二月的情歌                    | 12cmCD                                    | CRCP-10058                                                                     | 12月のLove songs 〜COMPLETE BOX〜                        |
| 18 | 2004年10月27日               | 君に逢いたくて                                    | 12cmCD                                    | CRCP-10078                                                                     | Love Letter                                              |
| 19 | 2004年12月8日                | 12月のLove song / December Love Song〈한국어〉    | 12cmCD                                    | CRCP-10090                                                                     | 12月のLove songs 〜COMPLETE BOX〜                        |
| 20 | 2005年1月26日                | ありったけの愛で                                  | 12cmCD                                    | CRCP-10092                                                                     | Love Letter                                              |
| 21 | 2005年4月27日                | BLACK STONE                                       | 12cmCD                                    | CRCP-10102                                                                     | DIABOLOS                                                 |
| 22 | 2005年5月25日                | Metamorphoze 〜メタモルフォーゼ〜                 | 12cmCD+DVD 12cmCD                         | CRCP-10107（初回限定盤） CRCP-10108（通常盤）                                  | DIABOLOS                                                 |
| 23 | 2005年8月10日                | 届カナイ愛ト知ッテイタノニ抑エキレズニ愛シ続ケタ… | 12cmCD                                    | CRCP-10115                                                                     | DIABOLOS                                                 |
| 24 | 2006年1月25日                | REDEMPTION                                        | 12cmCD+DVD 12cmCD                         | CRCP-10129（初回限定盤） CRCP-10130（通常盤）                                  | 「SLO-PACHINKO GLADIATOR EVOLUTION」 Original Soundtrack |
| 25 | 2006年3月1日                 | Love Letter                                       | 12cmCD                                    | CRCP-10135                                                                     | Love Letter                                              |
| 26 | 2007年2月7日                 | 野に咲く花のように                                | 12cmCD+DVD 12cmCD                         | CRCP-10160（初回限定盤） CRCP-10161（通常盤）                                  | THE ELEVENTH DAY 〜SINGLE COLLECTION〜                   |
| 27 | 2007年6月20日                | RETURNER 〜闇の終焉〜                             | 12cmCD+DVD 12cmCD                         | CRCP-10174（初回限定盤） CRCP-10175（通常盤）                                  | THE ELEVENTH DAY 〜SINGLE COLLECTION〜                   |
| 28 | 2008年11月26日 2008年12月3日 | Jesus                                             | 12cmCD+DVD 12cmCD                         | DSCD-00001（Dears限定盤） DSCD-00002（通常盤）                                 | 「SLO-PACHINKO GLADIATOR EVOLUTION」 Original Soundtrack |
| 29 | 2009年1月21日 2009年1月28日  | GHOST                                             | 12cmCD+DVD 12cmCD                         | DSCD-00003（Dears限定盤） DSCD-00004（通常盤）                                 | RE:BORN                                                  |
| 30 | 2009年3月25日                | Journey through the Decade                        | 12cmCD+DVD 12cmCD                         | AVCA-29177/B（CD+DVD盤） AVCA-29178（CD盤）                                    | BEST OF THE BEST vol.1 -MILD-                            |
| 31 | 2009年6月10日                | 小悪魔ヘヴン                                      | 12cmCD                                    | DSCD-00007（Dears限定盤） DSCD-00008（通常盤）                                 | RE:BORN                                                  |
| 32 | 2009年6月17日                | Faraway 〜星に願いを〜                            | 12cmCD                                    | DSCD-00009（Dears限定盤） DSCD-00010（通常盤）                                 | RE:BORN                                                  |
| 33 | 2009年6月24日                | LOST ANGELS                                       | 12cmCD                                    | DSCD-00011（Dears限定盤） DSCD-00012（通常盤）                                 | RE:BORN                                                  |
| 34 | 2009年7月1日                 | Flower                                            | 12cmCD                                    | DSCD-00013（Dears限定盤） DSCD-00014（通常盤）                                 | RE:BORN                                                  |
| 35 | 2009年8月11日                | The Next Decade                                   | 12cmCD+DVD 12cmCD                         | AVCA-29371/B（CD+DVD盤） AVCA-29371（CD盤）                                    | 未収録                                                   |
| 36 | 2009年12月9日                | 雪月花 -The end of silence-/斬〜ZAN〜             | 12cmCD+DVD 12cmCD                         | DSCD-00017（Dears限定盤） DSCD-00018（通常盤）                                 | LAST MOON                                                |
| 37 | 2010年1月1日                 | Stay the Ride Alive                               | 12cmCD+DVD 12cmCD                         | AVCA-29600（CD+DVD盤） AVCA-29599（初回限定盤） AVCA-29601（CD盤）             | BEST OF THE BEST vol.1 -WILD-                            |
| 38 | 2010年7月28日                | EVER                                              | 12cmCD+DVD 12cmCD                         | YICQ-10001/B（初回限定盤） YICQ-10002（通常盤）                                | BEST OF THE BEST vol.1 -WILD-                            |
| 39 | 2011年7月13日                | Episode.0                                         | 12cmCD+DVD 12cmCD                         | YICQ-10082/B（初回限定盤） YICQ-10083（通常盤）                                | 未収録                                                   |
| 40 | 2011年11月30日               | Graffiti                                          | 12cmCD+DVD 12cmCD                         | AVCA-49097/B（CD+DVD盤） AVCA-49098（CD盤）                                    | BEST OF THE BEST vol.1 -MILD-                            |
| 41 | 2012年2月22日                | UNTIL THE LAST DAY                                | 12cmCD+DVD 12cmCD                         | AVCA-49497/B（CD+DVD盤） AVCA-49498（CD盤）                                    | BEST OF THE BEST vol.1 -WILD-                            |
| 42 | 2012年10月10日               | 白露-HAKURO-                                      | 12cmCD+DVD 12cmCD                         | YICQ-10250/B（CD+DVD盤） YICQ-10251（CD盤）                                    | BEST OF THE BEST vol.1 -WILD-                            |
| 43 | 2012年12月19日               | WHITE LOVERS -幸せなトキ-                         | 12cmCD+DVD 12cmCD                         | YICQ-10267/B（CD+DVD盤） YICQ-10268（CD盤）                                    | BEST OF THE BEST vol.1 -WILD-                            |
| 44 | 2014年2月12日                | P.S. I LOVE U                                     | 12cmCD+DVD 12cmCD                         | GLCD-00001（GACKT STORE 限定盤） GLCD-00002（CD+DVD盤） GLCD-00003（CD盤）     | LAST MOON                                                |
| 45 | 2014年10月1日                | 暁月夜 -DAY BREAKERS-                             | 12cmCD+ミニフォトブック 12cmCD+DVD 12cmCD | GLCD-00005（TSUTAYA限定盤） GLCD-00006（CD+DVD盤） GLCD-00007（CD盤）          | LAST MOON                                                |
| 46 | 2015年10月7日                | ARROW                                             | 12cmCD+DVD 12cmCD                         | GLCD-00009（プレミアムエディション） GLCD-00010（CD+DVD盤） GLCD-00011（CD盤） | LAST MOON                                                |
| 47 | 2016年11月23日               | キミだけのボクでいるから                          | 12cmCD 12cmCD+DVD                         | GLCD-00018（GACKT STORE 限定盤） XQMQ-1009（CD+DVD盤）                         | LAST MOON                                                |
| 48 | 2017年3月22日                | 罪の継承 〜ORIGINAL SIN〜                         | 12cmCD+DVD 12cmCD                         | XQMQ-91001（CD+DVD盤） GLCD-00019（GACKT STORE 限定盤） XQMQ-1010（CD盤）      | 未収録                                                   |

## オムニバス・その他
- 西城秀樹ROCKトリビュート KIDS' WANNA ROCK!（1997年7月24日、BVCR-794）
『傷だらけのローラ』FUMIHIKO KITSUTAKA'S LOLAに参加
- SOUL of FIRE（KIRIN Beverage FIREキャンペーンプレゼント、2000年）
本人による『To feel the FIRE』を収録
- Air（2002年12月21日、CRCP-40023）/Chachamaru
『Kagero』ゲストボーカルとして参加
- MUSIC ONLY MUSIC BUT MUSIC（2003年7月25日、PICA-1279）
『月の詩 (TVヴァージョン)』を収録
- 契約結婚 オリジナルサウンドトラック（2005年8月10日、CRCP-40121）
『届カナイ愛ト知ッテイタノニ抑エキレズニ愛シ続ケタ… （TV Ver.）』、『届カナイ愛ト知ッテイタノニ抑エキレズニ愛シ続ケタ… （Piano Ver.）』、『届カナイ愛ト知ッテイタノニ抑エキレズニ愛シ続ケタ… （Strings Ver.）』を収録
- 「DIRGE of CERBERUS −FINAL FANTASY FANTASY VII−」Original Soundtrack
  - 初回限定盤（2006年2月15日、CRCP-40137/8）
  - 通常盤（2006年2月15日、CRCP-40139/40）

『LONGING』、『REDEMPTION』を収録
- 機動戦士Ζガンダム 〜A New Translation Review〜
  - 初回限定盤（2006年3月1日、CRCP-40141/42/41A）
  - 通常盤（2006年3月1日、CRCP-40143/44）

『Metamorphoze 〜メタモルフォーゼ〜』、『君が待っているから〈ReMix〉』、『mind forest』、『Love Letter』、『Dybbuk』を収録
- SKET DANCE カイメイ・ロック・フェスティバル（2011年9月28日、AVCA-49099）
『生きとし生けるすべてに告ぐ』を収録
- SKET DANCEキャラクターソング&オリジナルサウンドトラック サーヤと愉快な音楽集（2012年8月29日、AVCA-49670）
『Graffiti（TV size edit.）』を収録
- THE BEST DANCE
  - CD+DVD盤（2012年12月19日、AVCA-62058）
  - 通常盤（2012年12月19日、AVCA-62059）

『Graffiti』を収録
- BREAK the BORDER/YOHIO
  - スウェーデン盤（2013年5月27日、B00BORB106）
  - 国内盤
    - Deluxe Edition（2013年6月26日、UICN-9011）
    - 通常版（2013年6月26日、UICN-1031）

『Sakura, falling』ゲストボーカルとして参加。
- The best covers of DREAMS COME TRUE ドリウタ Vol.1（2017年7月7日、UMCK-1571）
DREAMS COME TRUE『すき』をカバー。
- サヨナラのかわりに
  - 初回生産限定盤（2024年2月28日、AICL-4545/6）
  - 通常盤（2024年2月28日、AICL-4547）

TUBE×GACKT名義のコラボレーションシングル。

## 映像作品

### ビデオ・DVD
1. Video Vanilla（1999年12月8日、CRVP-40024）
2. Video/Mirror. OASIS（2000年6月28日、CRVP-40027）
3. MARS 〜空からの訪問者〜 軌跡（2000年8月1日、DAVC-20001）
4. MARS 〜空からの訪問者〜 回想（2000年10月4日、CRVP-10001）
5. MARS 〜空からの訪問者〜 回想 特別編（2000年11月22日、CRBP-10001）
6. seben（FC限定ビデオ、2001年5月）
7. 再生と終焉（2001年6月21日、CRVP-10004）
8. Requiem et Réminiscence 〜変遷〜（2001年8月31日、DAVC-20011）
9. Requiem et Réminiscence 〜終焉と静寂〜（2001年9月28日、CRVP-10005）
10. Requiem et Réminiscence 〜終焉と静寂〜 特別編（2001年11月30日、CRBP-10002/3）
11. 微風（2002年3月1日、CRVP-10006）
12. 心海 （2002年9月13日、DAVC-20021）
13. Live Tour 2002 下弦の月 〜聖夜の調べ〜
  - DVD（2003年3月19日、CRBP-10011/2）
  - VHS（2003年3月19日、CRVP-10007）
14. 月光
  - DVD（2003年8月6日、CRBP-10013）
  - VHS（2003年8月6日、CRVP-10008）
15. Live Tour 2003 上弦の月 〜最終章〜
  - DVD（2003年9月18日、CRBP-10014/5）
  - VHS（2003年9月18日、CRVP-10009）
16. THE SIXTH DAY & SEVENTH NIGHT 〜FINAL〜（2004年9月15日、CRBP-10020/1）
17. Gackt Live Tour 2005 12.24 DIABOLOS 〜哀婉の詩と聖夜の涙〜（2006年3月29日、CRBP-10039/40）
18. THE GREATEST FILMOGRAPHY 1999-2006 〜RED〜
  - 国内盤（2006年8月23日、CRBP-10045）
  - 北米盤（2007年10月9日）
19. THE GREATEST FILMOGRAPHY 1999-2006 〜BLUE〜
  - 国内盤（2006年8月23日、CRBP-10046）
  - 北米盤（2007年10月9日）
20. Asia Tour 2006.01.14 DIABOLOS 〜哀婉の詩〜 in Korea（2006年11月15日、DADV-20061）
21. GACKT TRAINING DAYS IN KOREA DRUG PARTY ASIA TOUR 2007.01.28-29（2007年5月30日、DADV-20069）
22. GACKT TRAINING DAYS 2006 DRUG PARTY
  - FC限定盤（2007年7月4日、DSDV-00001/2）
  - 通常盤（2007年8月8日、DSDV-00003/4）
23. GACKT TRAINING DAYS IN TAIWAN DRUG PARTY ASIA TOUR 2007.02.07-08（2007年8月31日、DADV-20070）
24. 天翔る龍の如く ～謙信、そしてGacktへ～
  - FC限定盤（2008年5月12日、DSDV-00007）
  - 通常盤（2008年5月21日、CRBP-10049）
25. GACKT VISUALIVE ARENA TOUR 2009 REQUIEM ET REMINISCENCE II FINAL 〜鎮魂と再生〜（2010年3月31日、DSDV-00014）
26. GACKT YELLOW FRIED CHICKENs 煌☆雄兎狐塾 〜男尊女秘肌嘩祭 四十九日〜（2010年5月8日、DSDV-00031）
27. GACKT YELLOW FRIED CHICKENz 煌☆雄兎狐塾 〜男女混欲美濡戯祭〜
  - M盤（2010年2月2日、YIB1-10035/B）
  - A盤（2010年2月2日、YIBQ-10033/B）
  - B盤（2010年2月2日、YIB1-10034）
28. NEMURI×GACKT PROJECT GACKT 眠狂四郎無頼控 (KDS-0089, 2012年3月13日) 講談社
29. GACKT MOON SAGA 義経秘伝 Standard Edition (UBN-0001, 2013年7月) うぼん
30. GACKT MOON SAGA 義経秘伝 豪華版 (KDS-0061, 2013年8月) 講談社
31. BEST OF THE BEST I 〜40TH BIRTHDAY〜 2013
  - Blu-ray（2014年3月26日、GLDV-00003）
  - DVD（2014年3月26日、GLDV-00004）
32. BEST OF THE BEST I 〜XTASY〜 2013
  - Blu-ray（2014年3月26日、GLDV-00005）
  - DVD（2014年3月26日、GLDV-00006）
33. 2013 第90期 神威♂楽園 de セメナ祭!! 〜楽園祭って変態、いや大変!!!〜（2014年4月23日、GLDV-00007）
34. GACKT×東京フィルハーモニー交響楽団「華麗なるクラシックの夕べ」（2014年5月21日、GLDV-00009）
35. 2014 第91期 神威♂楽園 de マトメナ祭 -性なる夜にマトメテやりな祭スペシャル-（2015年5月27日、GLDV-00012）
36. GACKT × 東京フィルハーモニー交響楽団 第二回「華麗なるクラシックの夕べ」 （2015年4月29日、GLDV-00013）
37. GACKT MOON SAGA 義経秘伝 第二章 豪華版 (UBN-0006, 2015年6月) うぼん
※ 「GACKT MOON SAGA 義経熱血学園物語 ～第二章～」(UBN-0007)とのDVD2本組
38. GACKT MOON SAGA-義経秘伝-第二章 Standard Edition　（2016年3月9日、DDBZ-1081）スペースシャワーネットワーク
39. 2015 第92期 神威♂楽園 de ダシテクダ祭〜みんなの想いをダ、ダ、ダシテクダ祭〜（2016年8月31日、GLDV-00018）
40. GACKT JAPAN TOUR 2016 LAST VISUALIVE 最期ノ月 -LAST MOON- [Loppi・HMV限定販売プレミアムエディション]
  - Blu-ray（2017年3月14日、DCBD-00001）
  - DVD（2017年3月14日、DCDV-00001）
41. GACKT JAPAN TOUR 2016 LAST VISUALIVE 最期ノ月 -LAST MOON- [通常版]
  - Blu-ray（2017年3月14日、DCBD-10001）
  - DVD（2017年3月14日、DCDV-10001）
42. 2016 第93期 神威♂楽園 de ヒラキナ祭 ～ミックス de ハーフ de オリジナルソング～
  - Loppi・HMV限定販売通常盤（2018年1月24日、GLDV）
43. GACKT's -45th Birthday Concert- LAST SONGS
  - Blu-ray（2018年12月24日、DCBD-00003）
  - DVD（2018年12月24日、DCDV-00003）
44. 第94期 神 威♂楽”園 de オタチナ祭 ～男子性徒も女子性徒も、ドコもかしこもオタチなさい!!～
  - DVD（2019年9月28日、DCDV-00004）
45. 第95期 神威♂︎楽”園 de トビナ祭 〜神威樂斗性徒会長就任10周年 de トビナ祭〜
  - DVD（2020年7月4日、DCDV-00005）
46. 第95期 神威♂楽”園 de トビナ祭 〜神威樂斗性徒会長就任10周年 de トビナ祭〜 限定版（CD付き）
  - DVD（2020年7月4日、DCDV-00005s）

### その他出演
1. Animelo Summer Live 2009 RE:BRIDGE 8.23
  - Blu-ray（2010年2月24日、B0030TOIKG）
  - DVD（2010年2月24日、B0030TOIKQ）
2. 生誕30周年祭 in NAGOYA ガンダムTHE FIRST 伝説の3DAYS 永久保存版（2010年9月24日、B003QNH7QS）
3. カーラヌカン　スペシャル・エディション
  - G&LOVERS限定版（2019年2月20日、YRBN-91224）
  - 通常版（2019年2月20日、YRBN-91224）
4. カーラヌカン　スタンダード・エディション（2019年2月20日、YRBN-91225）

## PLATINUM BOX
- プロモーション・ビデオ、ライブ盤、メイキング映像、特別企画など秘蔵映像を収録、ファン向けギフトを封入した（III以降）豪華バイブルパッケージ仕様ボックスセット。
- LOW PRICE VERSIONにはオリジナルグッズは付かない。

## 書籍
- 素晴らしきかな人生 2001年12月24日 オリコン
- 自白 2003年9月26日 光文社 ISBN 4-334-97412-0
- MOON CHILD 鎮魂歌【レクイエム】篇 2003年10月30日 角川書店 ISBN 4-04-873461-X、ISBN 4-04-381101-2
- 素晴らしきかな人生2 2003年11月28日 オリコン ISBN 4-88660-394-7
- 素晴らしきかな人生3 2005年9月22日 オリコン ISBN 4-87131-100-7
- GACKTIONARY 2009年12月18日 角川マーケティング ISBN 4-04-895070-3
- MOON SAGA 義経秘伝 2014年8月1日 講談社 ISBN 978-4062190565
- GACKTの 格゛言集（がくげんしゅう） 2015年4月25日 宝島社 ISBN 978-4800234674[1]
- OH!! MY!! GACKT!! 2017年7月6日 KADOKAWA ISBN 978-4046017062
- GACKTの勝ち方 2019年8月9日 サンクチュアリ出版 ISBN 978-4861133770
- GACKT 超思考術 2021年1月8日 サンクチュアリ出版 ISBN 978-4861133794
- GACKTのドス黒いメンタリズム 2022年12月15日 サンクチュアリ出版 ISBN 978-4861133800
- GACKT敗戦記 2023年9月4日 NORTH VILLAGE ISBN 978-4861133909
- 自白Ⅱ 2023年11月22日 光文社 ISBN 978-4334101459

### 写真集
- 堤あおい、Gackt Mizérable 飛翔―フランス・ロケ写真集〈上巻〉（大型本） 1999年7月 音楽専科社 ISBN 4-87279-020-0
- 堤あおい、Gackt Mizérable 運命―フランス・ロケ写真集〈下巻〉（大型本） 1999年9月 音楽専科社 ISBN 4-87279-022-7
- 広瀬充、塚越健治、Gackt For Dears-Féter nos retrouvailles (Tour Document Book) （単行本、ソフトカバー） 2000年11月 ソニーマガジンズ ISBN 4-7897-1588-4
- 宮澤正明、Gackt JUST BRING IT LIVE TOUR 2002-Gackt写真集（大型本） 2002年10月 フォーブリック ISBN 4-89461-920-2
- 小林ばく、Gackt―君が追いかけた夢 (Sabra books) （大型本） 2003年3月 小学館 ISBN 4-09-380041-3
- 塚越健治、MOON CHILD-HYDE&Gackt写真集（単行本） 2003年3月 ワニブックス ISBN 4-8470-2757-4
- 野村誠一、龍の化身 2007年11月28日 NHK出版 ISBN 978-4-14-081263-1
- 「VISUALIVE 2009 DOCUMENTARY BOOK」 GACKT REQUIEM ET REMINISCENCE II 〜鎮魂と再生〜 Dears限定版2009年10月28日 福家書店、ローソン限定版 2009年11月30日
- 野村誠一、眠狂四郎 闇と月 2011年1月19日 講談社 ISBN 978-4-06-216343-9
- 竹中圭樹、Gackt in Europe: “Yellow Fried Chichkenz”2010-2011 写真集 2012年2月28日 講談社
- 竹中圭樹、MOON SAGA-義経秘伝-舞台写真集 2013年8月1日 株式会社うぼん
- 竹中圭樹、GACKT LIVE TOUR 2013 BEST OF THE BEST vol.I M/W 写真集 2014年5月 株式会社G-PRO
- GACKT PLATINUM BOOK ～PRIVATE TREASUES～ （豪華上製本） 2018年10月 CSI株式会社

### ツアードキュメントブック
- Gackt For Dears-F´eter nos retrouvailles（Tour Document Book）（単行本） - 2000年11月 ソニーマガジンズ
- Gackt "Requiem et R´eminisence" 〜鎮魂と再生〜（Tour Document Book）（単行本） - 2001年9月 ソニーマガジンズ
- Gackt MOON PROJECT DOCUMENT BOOK「白昼の月」（単行本） - 2004年3月 ソニーマガジンズ
- Gackt THE GIFT “THE SIXTH DAY & SEVENTH NIGHT”TOUR DOCUMENT（大型本） - 2004年10月 ソニーマガジンズ
- Gackt TOUR DOCUMENT DIABOLOS 哀婉の詩（単行本） - 2006年3月 ソニーマガジンズ
- GACKT JAPAN TOUR 2016 LAST VISUALIVE 最期ノ月 -LAST MOON- （大型本） - 2016年12月24日 株式会社glove